# Hanna Steinmüller

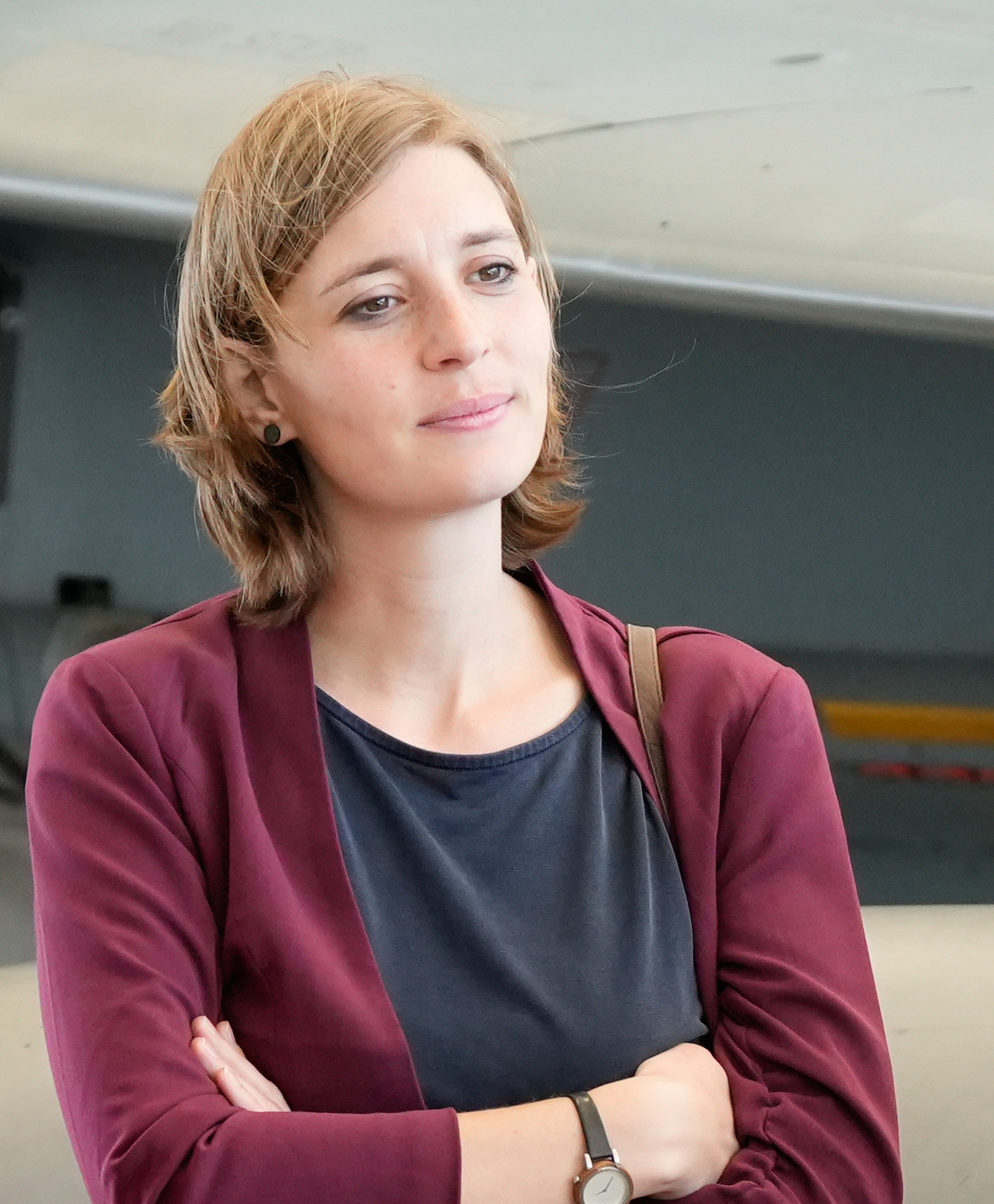
Hanna Steinmüller 2024

Hanna Skrollan Steinmüller (* 9. April 1993 in Münster) ist eine deutsche Politikerin (Bündnis 90/Die Grünen). Sie ist seit 2021 Mitglied des Deutschen Bundestages, wo sie als direkt gewählte Abgeordnete den Wahlkreis Berlin-Mitte vertritt.

## Leben
Nach dem Abitur 2011 am katholischen Gymnasium St. Ursula-Schule in Hannover machte Hanna Steinmüller in einer Einrichtung zur Förderung junger benachteiligter Erwachsener einen Freiwilligendienst. Ihr Studium der Sozialwissenschaften an der Humboldt-Universität zu Berlin, für das sie ein Stipendium der Heinrich-Böll-Stiftung erhielt, schloss sie mit einem Bachelor of Arts (B.A.) ab. Sie verbrachte in Riga und Wien ihre Auslandssemester. Steinmüller arbeitete vor ihrem Einzug in den Deutschen Bundestag als Mitarbeiterin für ein Mitglied des Abgeordnetenhauses von Berlin.

## Politische Laufbahn
Hanna Steinmüller war in ihrer Schulzeit beim Jugendumweltnetzwerk Niedersachsen JANUN e. V. aktiv, wo sie in Hannover konsumkritische Stadtrundgänge anbot. Im Studium organisierte Steinmüller eine Aktion gegen den Textildiscounter Primark und begleitete das Projekt Marmelade für alle! der Arbeitsgemeinschaft der Evangelischen Jugend in Deutschland e. V. (aej).
Seit 2015 ist Steinmüller Mitglied von Bündnis 90/Die Grünen und aktiv im Kreisverband Berlin-Mitte. Von 2015 bis 2017 war sie zudem Geschäftsführerin im Kreisverband Tempelhof-Schöneberg und unterstützte als Wahlkampfmanagerin unter anderem den Bundestagswahlkampf der Direktkandidatin Renate Künast.
2016 wurde Steinmüller in den Landesvorstand von Bündnis 90/Die Grünen Berlin gewählt. Dort war sie bis 2021 zuständig für die Neumitgliedereinbindung und Europa; zudem war sie von 2018 bis 2020 Diversitybeauftragte. 2019 trat sie für die Partei als Kandidatin für die Europawahl an. Steinmüller war überdies von 2019 bis 2021 Sprecherin der Landesarbeitsgemeinschaft Gesundheit und Soziales der Berliner Grünen. Im April 2020 rückte Steinmüller für Bündnis 90/Die Grünen als Mitglied der Bezirksverordnetenversammlung Berlin-Mitte nach. Sie war dort bis 2021 Sprecherin für Klima- und Umweltpolitik.
Im Vorfeld der Bundestagswahl 2021 setzte sich Hanna Steinmüller in einer parteiinternen Abstimmung gegen Özcan Mutlu und Jochen Wermuth durch und wurde als Direktkandidatin für Bündnis 90/Die Grünen im Bundestagswahlkreis Berlin-Mitte nominiert. Auf der Landesliste der Berliner Grünen kandidierte sie auf Platz 9. Im Wahlkampf thematisierte sie den Kampf gegen Kinderarmut und die Förderung der sozial-ökologischen Stadtentwicklung. Steinmüller gewann den Wahlkreis mit 30,5 Prozent der Erststimmen und zog als direkt gewählte Abgeordnete in den Deutschen Bundestag ein.
Sie ist Mitglied im Ausschuss für Wohnen, Stadtentwicklung, Bauwesen und Kommunen und stellvertretendes Mitglied im Ausschuss für Arbeit und Soziales, im Haushaltsausschuss, im Ausschuss für Digitales und im Rechtsausschuss des Deutschen Bundestages. 
Hanna Steinmüller ist Berichterstatterin für die Wohnungs- und Mietenpolitik der Bundestagsfraktion Bündnis 90/Die Grünen.
Bei der Bundestagswahl 2025 kandidierte sie erneut erfolgreich als Direktkandidatin für Wahlkreis Berlin-Mitte sowie auf Platz 4 der Landesliste von Bündnis 90/Die Grünen Berlin. und verteidigte ihren Sitz mit 25,3 % der Erststimmen.
Hanna Steinmüller ist Mitglied der Parlamentariergruppe der überparteilichen Europa-Union Deutschland, die sich für ein föderales Europa und den europäischen Einigungsprozess einsetzt.

## Privates
Steinmüller ist Katholikin. Sie lebt seit 2011 in Berlin. Im Dezember 2024 wurde sie Mutter.